# Osman Hussein
Osman Hussein Osman es un político sudanés que se ha desempeñado como primer ministro interino de Sudán desde el 19 de enero de 2022, tras la renuncia de Abdalla Hamdok el 2 de enero de 2022, hasta el 30 de abril de 2025.

## Biografía
Antes de ser Primer Ministro, se desempeñó como Secretario General de la Oficina del Primer Ministro desde el 13 de marzo de 2019 hasta su ascenso al cargo de Ministro de Asuntos del Gabinete el 19 de enero de 2022, puesto que ocupa simultáneamente con sus atribuciones de Primer Ministro interino. Se dice que es cercano a los líderes del derrocado Partido del Congreso Nacional.

### Primer Ministro de Sudán
Fue designado al cargo de Primer Ministro el 19 de enero de 2022, por el Jefe de Estado de facto, General Abdelfatah al Burhan, en reemplazo de Abdalla Hamdok, que renunció el 2 de enero debido a su incapacidad de frenar la represión contras las protestas que se presentaban desde 2019 y formar un gobierno civil.